# Mousse quantique
Pour les articles homonymes, voir Quantique.
La mousse quantique est un concept de la mécanique quantique inventé par John Wheeler en 1955 (Quantum foam, spacetime foam). La mousse dont il est question est une manière de conceptualiser la nature de la structure infime du « matériau » dont l'univers est constitué.
Conjointement, Wheeler emploie cette notion d'une « mousse » quantique pour décrire qualitativement des turbulences dans l'espace-temps à une échelle subatomique - concernant des distances qui sont de l'ordre de la longueur de Planck. À des échelles aussi infinitésimales sur le plan de la distance et aussi du temps, le principe d'incertitude d'Heisenberg admet l'énergie comme pouvant brièvement se décomposer en particules et antiparticules et ensuite s'annihiler sans pour autant entrer en contradiction avec les lois physiques de la conservation de l'énergie. L'énergie des particules virtuelles considérées augmente conjointement avec la diminution proportionnelle des échelles du temps et de l'espace correspondantes. Selon la théorie d'Albert Einstein concernant la relativité générale l'énergie impose une courbure à l'espace-temps. Ceci implique que considérant des échelles suffisamment petites les fluctuations telles que décrites par la théorie seraient assez importantes pour pouvoir mettre en évidence des dérives significatives comparativement à la nature « lisse » de l'espace-temps comme vu selon les échelles habituelles, et ainsi l'espace-temps de nature serait à caractère « mousseux ».
En l'absence d'une théorie complète de la gravité quantique on ne peut pas être certain de la nature de l'espace-temps à ces échelles infinitésimales. En conséquence toute théorie même en développement concernant la gravité aux échelles quantiques est intéressante à mettre à l'épreuve face au concept d'une structure quantique « mousseuse ». 
Il n'en reste pas moins que les résultats des observations sur les radiations reçues des quasars environnants effectuées au Goddard Space Flight Center de la NASA par exemple placent de sévères restrictions sur le plan de la vraisemblance mathématique concernant les possibles dérives par rapport à la relativité restreinte qui seraient requises pour rendre admissible la nature « mousseuse » de l'espace-temps. Ainsi l'épreuve expérimentale à travers le temps fournit les échelles de valeurs strictes relativement auxquelles les scientifiques peuvent essayer de déterminer la vraisemblance d'une mousse quantique[pas clair].

## Indices en concordance
Les télescopes de l'observatoire MAGIC (Major Atmospheric Gamma-ray Imaging Cherenkov) aux Canaries ont détecté, en provenance du blazar Markarian 501, des irrégularités parmi les photons en rayons gamma : la date d'arrivée mesurée de certains photons ne correspondrait pas à leur niveau d'énergie. Ainsi certains des photons se seraient déplacés plus lentement contredisant ainsi la relativité générale pour laquelle la vitesse de la lumière est absolument constante. Une telle irrégularité pourrait hypothétiquement être liée à une irrégularité quantique correspondante.

## Rapport aux autres théories
Selon la théorie, la mousse quantique est constituée de particules quantiques à très haute énergie. Dans la théorie quantique des champs on traite également d'une particule virtuelle apparaissant brièvement pour être annihilée lors des interactions de manière telle à affecter les résultats des mesures effectuées sur ces interactions, même si l'on y considère que ces particules constituent par elles-mêmes, de l'espace. Ces fluctuations quantiques influent sur les propriétés du vide, lui conférant une énergie non nulle connue sous le nom d'énergie du vide, en elle-même une variété d'une énergie du point zéro. Les physiciens pour l'heure sont encore dans l'ignorance de l'importance de cette forme d'énergie.
L'effet Casimir également peut être appréhendé sous l'angle du comportement des particules virtuelles au sein d'un espace vide établi entre deux plaques parallèles. De manière générale la théorie quantique des champs ne traite pas de particules virtuelles qui seraient d'une énergie suffisante admise à même d'imposer sa courbure à l'espace de manière significative, d'où la notion de mousse quantique qui constitue une extension spéculative de ces concepts et par extrapolation représente les conséquences de telles particules virtuelles à très haute énergie dans des espaces de distance et de temps extrêmement réduits.
Par-delà ces représentations, dans cette théorie certains physiciens soutiennent également la notion du trou de ver quantique, au sein de l'espace-temps. La spéculation concernant cette dernière inclut la possibilité de liens hyperspatiaux, vers d'autres univers. Cette théorie dans sa forme simple est fréquemment réutilisée dans la fiction.